# Léon Brunin

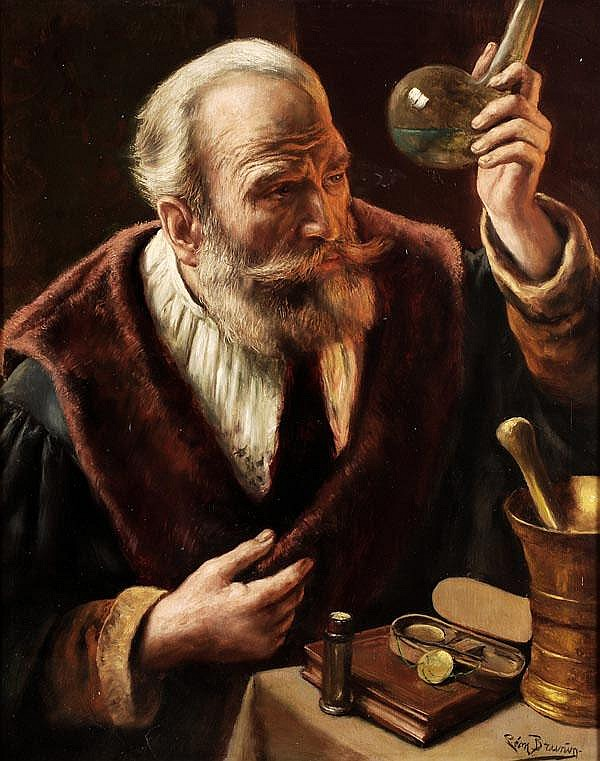
Der Alchemiker

Léon Brunin (auch Léon de Meuter, * 20. November 1861 in Antwerpen; † 13. März 1949 ebenda) war ein belgischer Maler und Radierer sowie Kunstpädagoge.
Brunin studierte an der Koninklijke Academie voor Schone Kunsten van Antwerpen, zuerst beim Bildhauer Frans Joris, dann bei den Malern Charles Verlat und Polydore Beaufax.
Abgekehrt von den modernen Stilrichtungen ließ er sich von der Malerei Rembrandt van Rijns inspirieren. Er wurde auch von Ferdinand de Braekeleer dem Älteren beeinflusst. Brunins Bilder zeigten stilgetreu die Niederlande des siebzehnten Jahrhunderts.
Er war in Antwerpen 1883 Gründungsmitglied der Künstlergruppe „Als Ik Kan“ (wenn ich kann). 1886 wurde er zum Professor an der Antwerpener Akademie berufen. Ab 1886 war er mit den niederländischen Künstlern Matthijs Maris, Jacob Maris, Hendrik Willem Mesdag, Lawrence Alma-Tadema und dem italienischen Maler Giovanni Segantini befreundet.
Léon Bruni wurde zum Offizier des Kronenordens und zum Ritter des Leopoldsordens ernannt.